# Andrias scheuchzeri

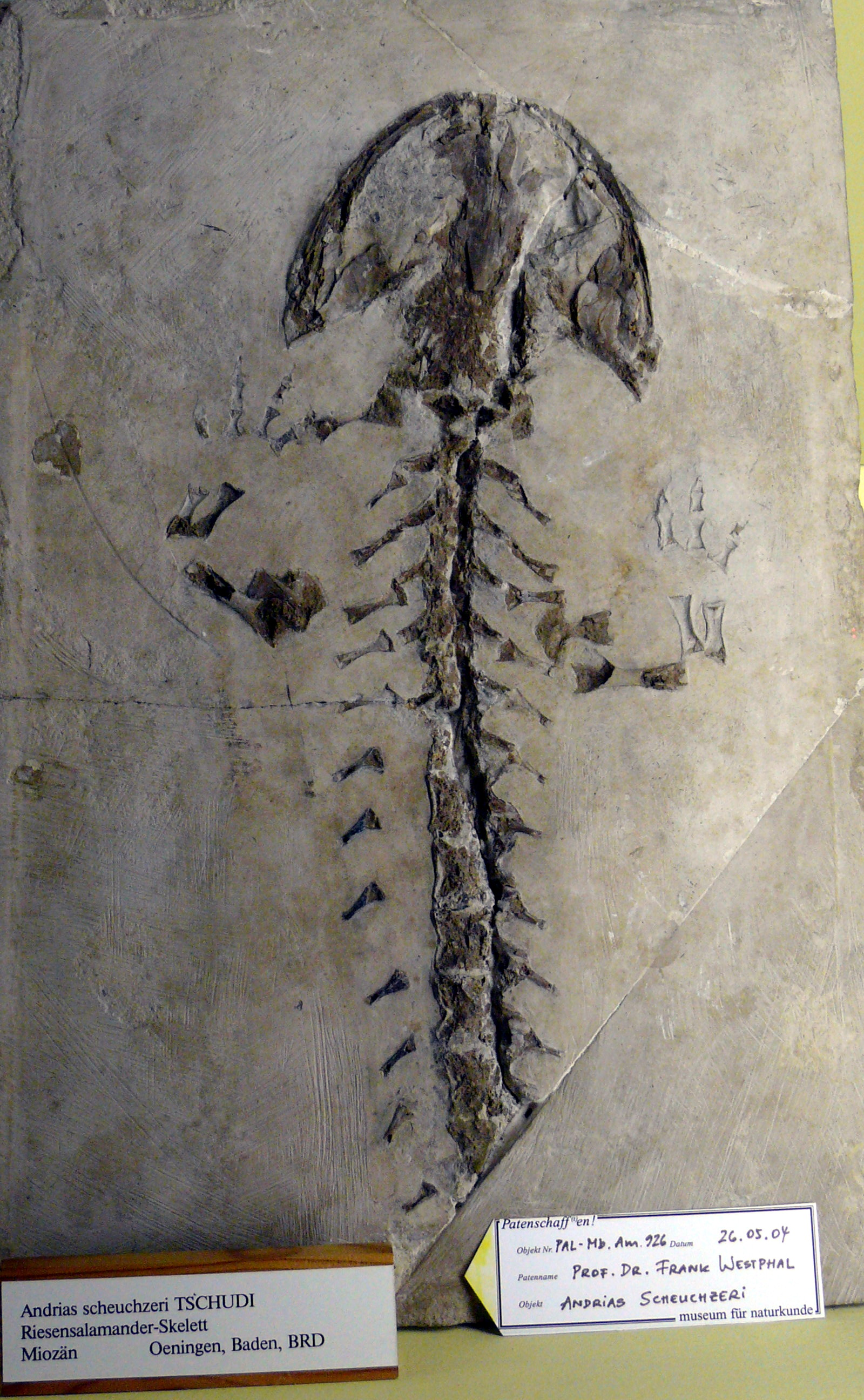
Fosílie z miocénu, Öhningen (Museum für Naturkunde, Berlín)

Andrias scheuchzeri je vyhynulý druh velkého třetihorního velemloka, žijící v obdobích od miocénu do oligocénu na území dnešní Evropy.

## Historie
Poprvé jeho fosilii popsal již v roce 1726 švýcarský přírodovědec Johann Jakob Scheuchzer, jenž jej však považoval za pozůstatky hříšníka, smeteného biblickou potopou (Homo, diluvii testis). Tento omyl využil později Karel Čapek jako inspiraci pro svůj román Válka s mloky. Skutečnou povahu zkamenělin rozeznal až kolem roku 1811 francouzský přírodovědec Georges Cuvier.